# Самець (притока Ікви)
Самець — річка в Україні, у Кременецькому районі Тернопільської області. Права притока Ікви (басейн Дніпра).

## Опис
Довжина річки приблизно 7 км. Висота річки над рівнем моря — 352 м, висота гирла — 342 м, падіння річки — 10 м, похил річки — 1,43 м/км. Формується з багатьох безіменних струмків.

## Розташування
Бере початок у селі Дзвиняча. Протікає через Комарин, вздовж вулиці Шевченка та частини вулиці Зарічна. Тече переважно на північний захід і за селом впадає в річку Ікву, праву притоку Стиру.